# Rhododendron meddianum
Rhododendron meddianum är en ljungväxtart som beskrevs av Forrest in Balf. f. Rhododendron meddianum ingår i släktet rododendron, och familjen ljungväxter. Utöver nominatformen finns också underarten R. m. atrokermesinum.